# Carolina Pascual Gracia

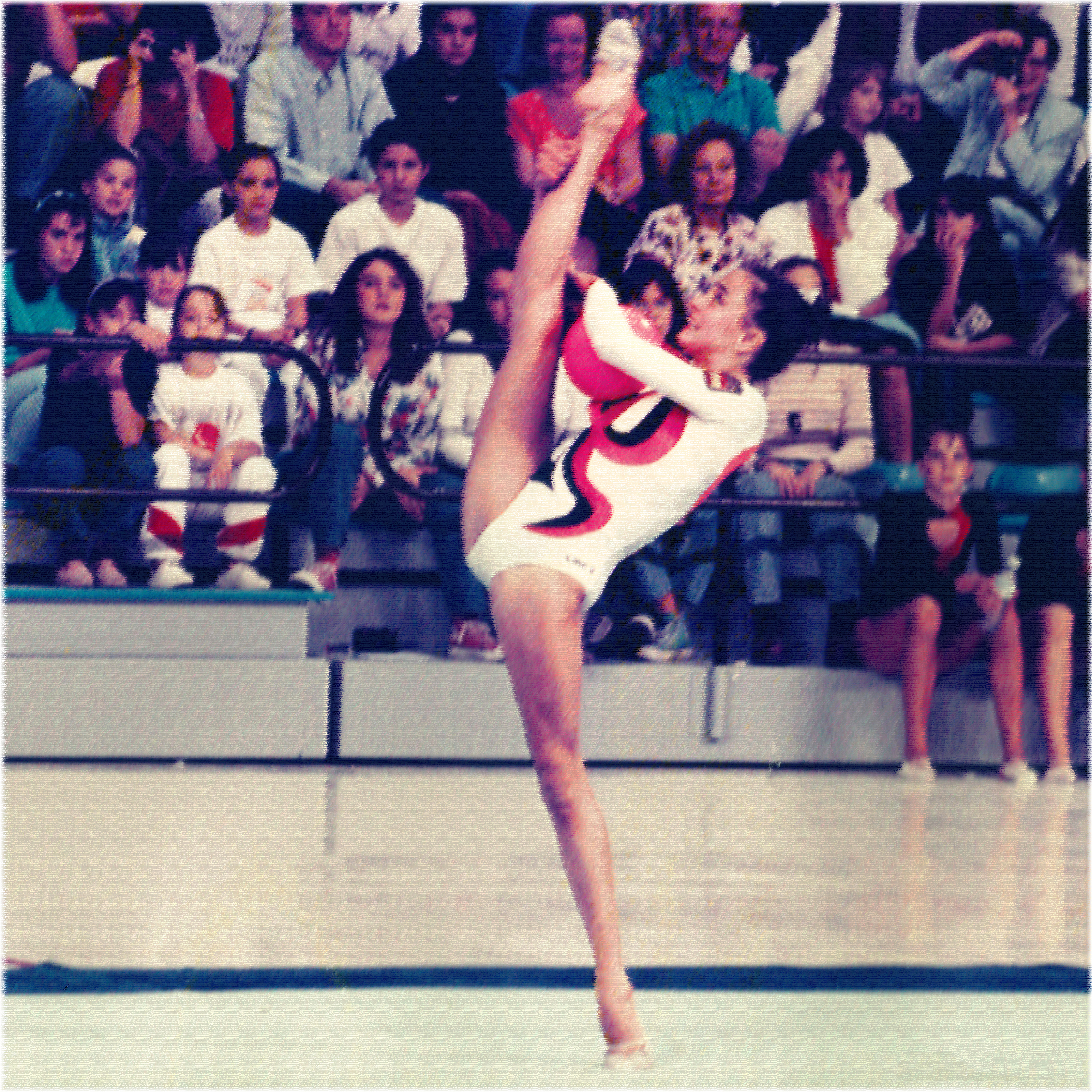
Carolina Pascual

Carolina Pascual Gracia (Oriola, 17 de juny de 1976) és una gimnasta valenciana, que va ser medalla d'argent en els Jocs Olímpics de Barcelona.
Va començar a practicar la gimnàstica rítmica amb 7 anys, quan la seva professora de ballet li va dir que tenia qualitats per a aquest esport. Va començar a entrenar en l'Escola de competició de Múrcia i més tard en el Club Atlético Montemar, a Alacant. Amb tot just 16 anys, el 8 d'agost de 1992, Carolina va conquistar la plata en l'especialitat de gimnàstica rítmica en els Jocs Olímpics d'estiu de Barcelona. Va pujar a un podi olímpic que estava molt car amb la presència de les perilloses rivals procedents d'Ucraïna i Bulgària. Va comptar amb el suport d'un públic lliurat que va omplir el Palau d'Esports, i només Alexandra Timoshenko la va superar. Aquesta medalla va suposar la primera medalla olímpica en gimnàstica per a la delegació espanyola.
La medalla va suposar per a ella la recompensa al treball constant, a l'entrenament diari i a l'afany de superació. Va entrenar durant vuit hores diàries els dos mesos previs als Jocs de la mà de la seva entrenadora Emilia Boneva. Un any abans, en el Campionat del món d'Atenes, Carolina Pascual només va poder ser 15a. Es va retirar en 1993, després del mundial d'Alacant.

## Palmarès[calcitació]
- 3r - Campionat d'Europa de 1990, equips.
- 5è - Campionat d'Europa de 1990, individual, final de pilota.
- 7è - Copa d'Europa 1991, individual.
- 1r - Campionat d'Espanya 1991, individual.
- 3r - Campionat del Món 1991, equips.
- 15è - Campionat del Món 1991, individual.
- 3r - Campionat d'Europa 1992, equips.
- 11è - Campionat d'Europa 1992, individual.
- 2n - Jocs Olímpics 1992, individual. Medalla de Plata.
- 3r - Copa d'Europa 1993, individual.
- 2n - Copa d'Europa 1993, individual, final de maces.
- 3r - Copa d'Europa 1993, individual, final de cinta.
- 4t - Campionat del Món 1993, equips.
- 7è - Campionat del Món 1993, individual.
- 2n - Campionat del Món 1993, individual, final de maces.